# Pangkalan Baru
Pangkalan Baru is een bestuurslaag in het regentschap Kampar van de provincie Riau, Indonesië. Pangkalan Baru telt 3932 inwoners (volkstelling 2010).